# Enns (flod)
Enns er en flod i Østrig og en af Donaus bifloder fra syd,  med en længde på 254 km. 

## Geografi
Enns har sit udspring i bjergene Radstädter Tauern i delstaten Salzburg. I en dal, som blev dannet under den sidste istid, løber den østover på grænsen  mellem de Nordlige Kalkalper og   Central-Alperne gennem Steiermark, hvor den passerer Dachsteingruppen i syd. Mellem Admont og Hieflau drejer floden nordover og passerer gennem Gesäuse og en 15 km  lang kløft i Ennstaler Alperne. Den løber så ind i Oberösterreich, hvor bifloden Laußabach munder ud. Nord for Steyr danner den grænse mellem Oberösterreich og Niederösterreich. Til sidst løber den ud i Donau ved  Mauthausen og landsbyen Enns.
Enns får vand fra et område på omkring 6.000 km², hvilket er det femtestørste afvandingsområde i Østrig. Middelvandføringen ved udmundingen er 201 m³ per sekund.
I midten af 1800-tallet blev der bygget kanaler langs det 70 km lange stræk mellem Weißenbach og Gesäuse for at bruge vandet til land- og skovbrug. 
Der er ti kraftværker knyttet til floden, og de producerer tilsammen 345 megawatt strøm. 

## Byer og landsbyer langs floden

### i Salzburg
- Radstadt

### i Steiermark
- Schladming
- Gröbming
- Liezen
- Selzthal
- Admont

### i Oberösterreich
- Großraming
- Ternberg
- Garsten
- Steyr
- Enns

## Bifloder
Dei vigtigste bifloder er Palten, Salza og Steyr. 

## Transport
En vigtig transportrute mellem Tyskland and Slovenien gennem Østrig går gennem Ennsdalen. Den såkaldte Eisenstraße (jernvej) løber langs floden mellem Hieflau og Enns, ad hvilken jernmalm er blevet transporteret fra Styrian i  Erzgebirge til et stålværk i Linz.
48°14′13″N 14°31′13″Ø / 48.2369°N 14.5203°Ø